# キルブルク
キルブルク (独: Kyllburg、ドイツ語発音: [ˈkɪlbʊʁk])はドイツ連邦共和国 ラインラント＝プファルツ州ビットブルク＝プリュム郡にある市。キルブルク連合自治体 (独: Verbandsgemeinde Kyllburg) の行政庁所在地である。
ビットブルクの北東約10kmに位置する。